# Face in the Night
Face in the Night é um filme policial produzido no Reino Unido, dirigido por Lance Comfort e lançado em 1957.

## Elenco
- Griffith Jones...Rapson
- Lisa Gastoni...Jean Francis
- Vincent Ball...Bob Meredith
- Eddie Byrne...Art
- Victor Maddern...Ted
- Clifford Evans...Inspector Ford
- Joan Miller...Victor's Wife
- Leonard Sachs...Victor
- Leslie Dwyer...Toby
- Jenny Laird...Postman's Widow
- Angela White...Betty Francis
- Barbara Couper...Mrs. Francis
- André van Gyseghem...Bank Manager
- Marie Burke...Auntie